# Devlet Hatun
Devlet Hatun (osmanskou turečtinou: دولت شاه خاتون‎; zemřela v lednu 1414; jméno Devlet znamená "stát"; známá také jako Devletşah) byla manželka sultána Bajezida I. a matka sultána Mehmeda I.

## Biografie
Devlet Hatun se narodila v Kütahyi anatolskému princi Süleymanovi Şahovi Çelebimu, vládci Anatolské dynastie Germiyan.
Süleyman chtěl uzavřít příměří mezi Osmanskou říší a Anatolií; nabídl svou dceru Devlet jako manželku osmanskému princi Bayezidovi (Bayezid I.). Toto rozhodnutí však Anatolii vůbec nepomohlo, jelikož Osmanská říše získala nejcennější části Anatolie jako věno. Dokonce i hlavní město Anatolie (Kütahya) bylo součástí věna.
Devlet porodila dalšího sultána, Mehmeda I. Zemřela v lednu 1414 v Burse.